# Krisznadewaraja
Krisznadewaraja lub Krisznadewa Raja, sa: कृष्णदेवरायः, IAST Kṛṣṇa Deva Rāya – władca (cesarz) Widźajanagaru, zasiadał na tronie w latach 1509-1529. Trzeci władca dynastii Tuluwa, potomek króla Asiata.